# Železná Ruda (zámek)
Zámek Železná Ruda stojí na Klostermannově náměstí čp. 1 centru Železné Rudy na Šumavě. Od 27. července 1991 je objekt kulturní památkou a nachází se v něm muzeum historických motocyklů.

## Historie
Poprvé je zámek připomínám za říšského hraběte Wolfa Heinricha Notthaffta z Wernbergu, který železnorudské panství s doly na železnou rudu koupil roku 1676; připomíná ho letopočet 1690 na nádvoří. V té době se železnorudský region nacházel na sporné česko-bavorské hranici; nakonec připadl k Českému království. Roku 1758 změnilo panství majitele. Václav z Klenové nechal dosavadní zámeckou stavbu strhnout a vystavět zcela novou. Od roku 1772 až do poloviny 19. století byl zámek v rukou rodu Haffenbrädlů, kteří ve městě otevřeli novou huť. Ti zámek prodali Karlu von Hohenzollern-Sigmaringen, za něhož ztratil sídelní status a začal být využíván jen jako správní centrum důchodového úřadu. Ve vlastnictví Hohenzollernů se zámek nacházel až do konce druhé světové války, kdy byl zkonfiskován na základě Benešových dekretů.
V době socialismu, kdy byl ve vlastnictví lesní správy, objekt silně chátral a uvažovalo se o jeho demolici, ke které však nedošlo, jelikož byl zámek roku 1991 zapsán na seznam kulturních památek. Upadající stav zámku se tím ale nevyřešil, a proto přešel do majetku města Železná Ruda, které začalo zpracovávat plány na jeho rekonstrukci. K ní ale nedošlo a objekt byl v roce 2003 prodán Zdeňku Balákovi, sběrateli historických motocyklů. Do roku 2011 byla provedena celková rekonstrukce. V současnosti se v budově nachází restaurace a muzeum, ve kterém Balák vystavuje exponáty ze své sbírky.

## Popis
Nevelký zámecký objekt o čtyřech křídlech se nachází v exponované lokalitě centra Železné Rudy. Pokryt je mansardovou střechou s jednotným hřebenem a fasádu zdobí římsa nad okny s nekomplikovaným vzorem. Objekt je podsklepen prostory s valenou klenbou, již jsou vyzděné lomovým kamenem a s hliněnou podlahou. Přízemní prostory jsou plochostropé bez původního mobiliáře.